# 臺北監獄圍牆遺蹟
臺北監獄圍牆遺蹟，是位於臺灣臺北市大安區的臺北刑務所圍牆遺址，建材來自臺北府城城牆，今僅存金山南路二段的北牆（中華電信東門服務中心與金杭公園之間）與司法新村（現‧榕錦時光生活園區）的南牆，列市定古蹟。

## 建材來源

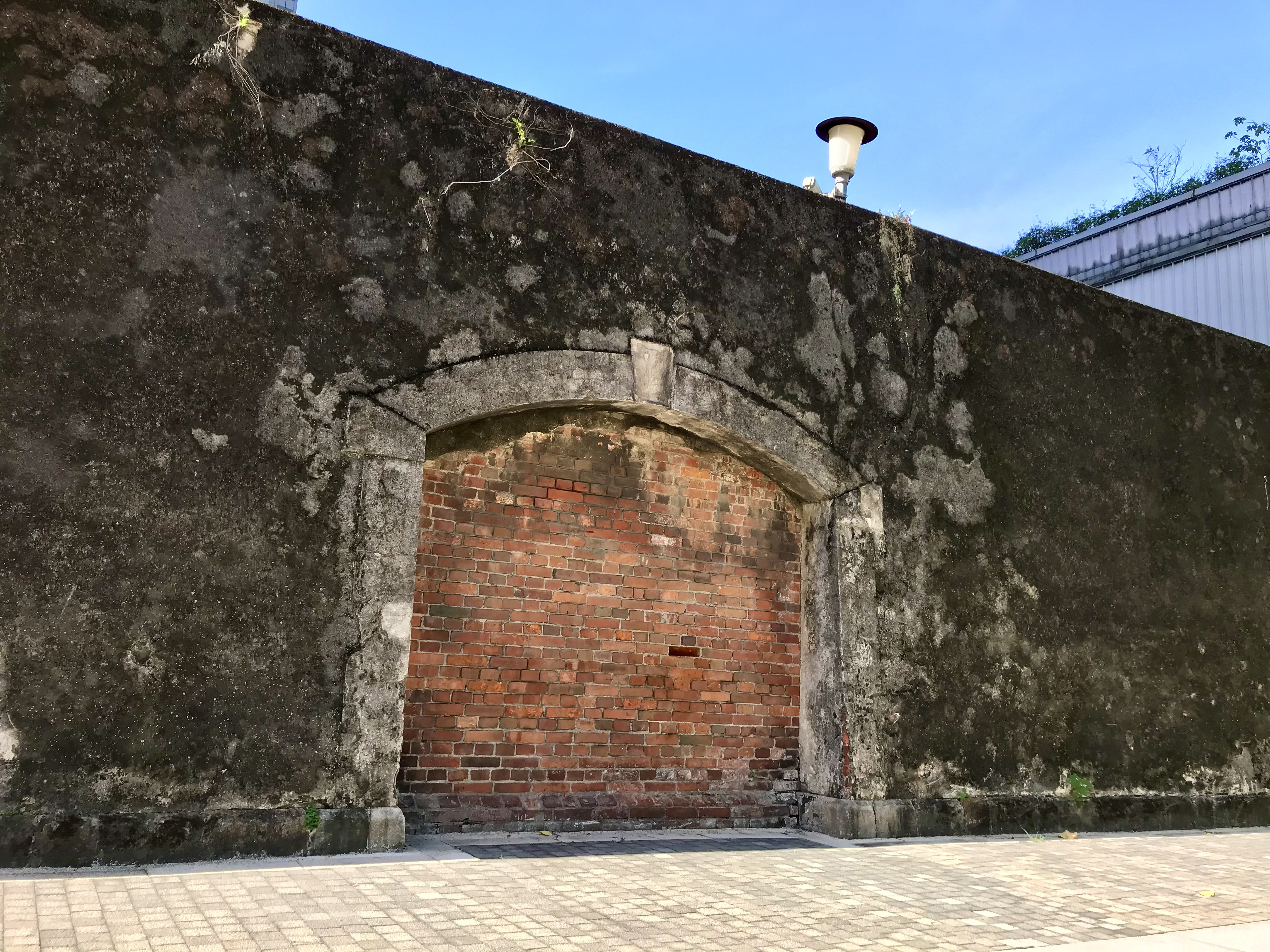
北牆運屍出口

1900年到1920年間，日本政府以十餘年拆除臺北府城牆，作為臺北市中心的公家機關使用。其中臺北刑務所（今臺北監獄）是在今金山南路、愛國東路、金華街口築成四面達3公尺高的圍牆，並於北牆建有一座圓形拱門作犯人遺體運屍出口。使用的是長達80公分到1公尺、寬及高度各26公分的石塊。石材大部分來自內湖北勢湖一帶，少數來自北投唭哩岸質地脆弱、以手接觸會有岩屑掉落的唭哩岸石。

## 文資維護
1963年3月10日，臺北監獄受刑人遷往龜山新監。1971年2月16日，台北市政府工務會報決定將金山街（今金山南路二段）再拓寬，以改善此一地區交通，並由高玉樹市長同時指示工務局將其路上的圍牆拆除。因此臺北監獄舊牆只剩三分之一左右，分別是緊鄰電信總局（今中華電信）、長約90公尺的北牆，與郵政總局（今中華郵政）、長約200公尺長、高度已遭削減成2公尺的南牆。
1997年9月22日下午，台北市長陳水扁在台北市民政局局長李逸洋、古蹟專家李乾朗陪同下，前往臺北監獄舊牆，當場指示列為紀念性建築妥善保存。10月3日上午，李逸洋帶領李乾朗、閻亞寧、米復國、曹奮平、吳光庭組成的評鑑小組前往臺北監獄舊牆調查。11月19日，台北市政府民政局古蹟鑑定審查會，決議將台北監獄圍牆北牆列為市定古蹟。1998年3月10日，市政會議通過。南牆則是直到2013年6月25日，由台北市文化資產審議委員決議指定列為古蹟。

## 紀念活動
1945年6月19日清晨6點15分，十四名被日軍俘虜的美國飛行員在台北刑務所以「轟炸平民」的罪名槍決，當時距離二次世界大戰結束僅剩五十七天。殘存的監獄圍牆，日後被比喻是哭牆。
| 受難者姓名                              | 軍階與軍種               | 出身地方                       |
| --------------------------------------- | ------------------------ | ------------------------------ |
| J·C·布坎南（J.C. Buchanan）             | 美國海軍三等航空通信兵   | 阿拉巴馬州甘特斯維爾           |
| 德爾伯特·H·卡特（Delbert H. Carter）    | 美國海軍三等航空軍械士   | 加利福尼亞州尤里卡             |
| 唐納·K·哈撒韋（Donald K. Hathaway）     | 美國海軍三等航空機械士   | 紐約市傑克遜高地               |
| 約翰·R·帕克（John R. Parker）           | 美國海軍三等航空機械士   | 佛羅里達州達尼丁               |
| 韋恩·W·威爾遜（Wayne W. Wilson）        | 美國海軍三等航空通信兵   | 俄亥俄州肯博爾頓（Ken Bolton） |
| 哈利·H·阿爾德羅（Harry H. Aldro）       | 美國海軍二等士官長       | 加利福尼亞州舊金山             |
| 詹姆斯·R·蘭吉奧蒂（James R. Langiotti） | 美國海軍一等士官長       | 佛羅里達州奧蘭多               |
| 弗雷迪·麥克瑞利（Freddy McCreary）      | 美國海軍一等航空通信兵   | 肯塔基州理髮山（Barber Hill）  |
| 查爾斯·E·麥克維（Charles E. McVay）     | 美國海軍二等士官長       | 阿肯色州派恩布拉夫             |
| 拉爾夫·R·哈特利（Ralph R. Hartley）     | 美國陸軍航空兵團中尉     | 緬因州布里奇沃特 (緬因州)      |
| 鮑比·L·勞倫斯（Bobby L. Lawrance）      | 美國陸軍航空兵團中士     | 北卡羅來納州溫斯頓-撒冷        |
| 梅林·W·里格斯（Merlin W. Riggs）        | 美國陸軍航空兵團中士     | 密西根州三河市                 |
| 哈伍德·S·夏普（Harwood S. Sharp）       | 美國陸軍航空兵團海軍中尉 | 加利福尼亞州奧克蘭             |
| 哈里·U·斯皮維（Harry U. Spivey）        | 美國陸軍航空兵團中士     | 喬治亞州亞特蘭大               |

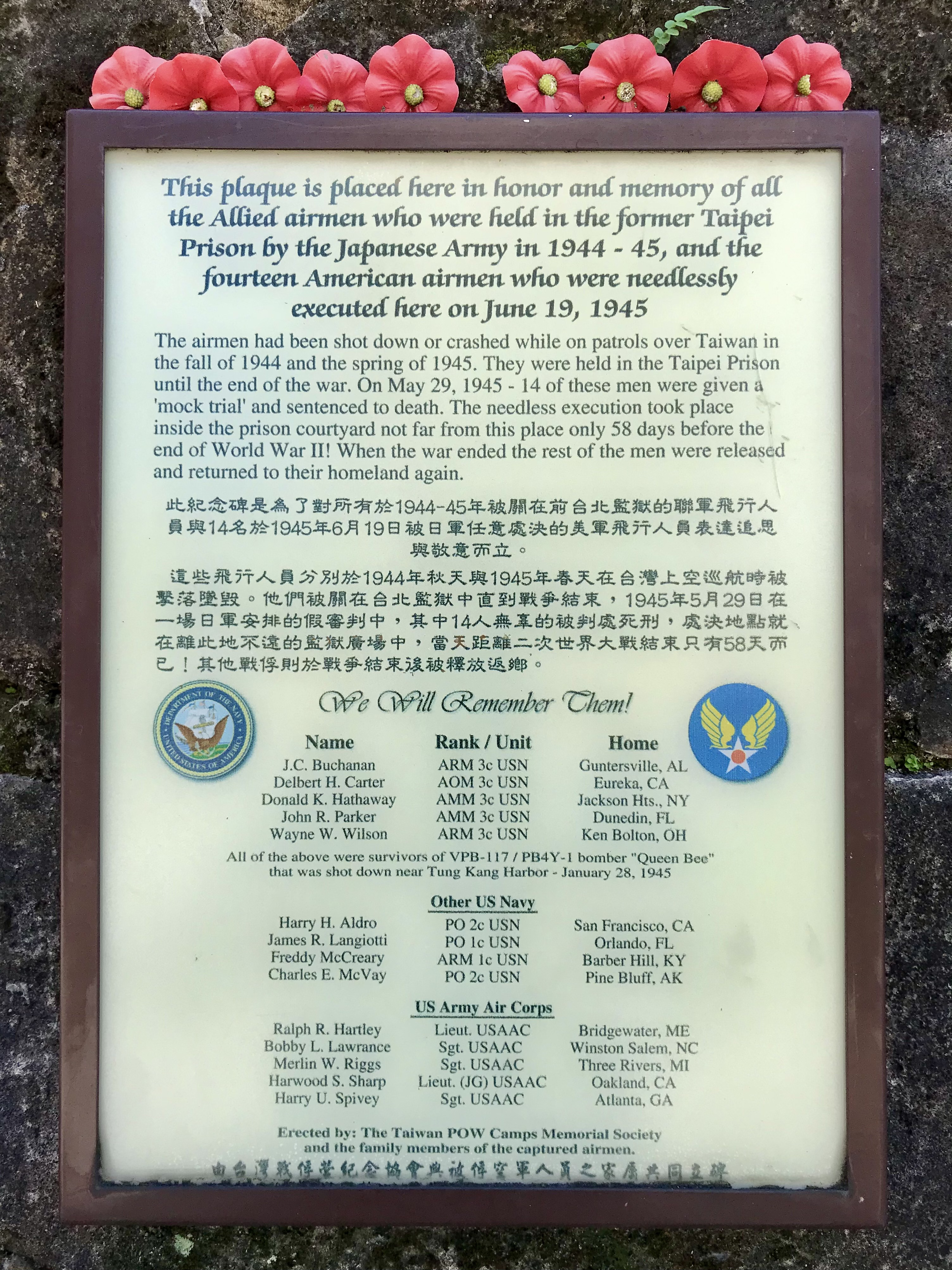
美國飛行員紀念牌

2005年6月19日，美國父親節，台灣戰俘營紀念協會於台北監獄圍牆邊舉行紀念活動，在蘇格蘭風笛悲壯的樂音下進行，會長何麥克、查理斯‧派克等家屬代表、美國二戰退伍老兵、協會志工等沿著斑剝長滿青苔的牆邊追思、朗誦詩文、祈禱。2015年6月20日，台灣戰俘營紀念協會再度來到金山南路二段44巷的北牆追悼，美國在台協會副處長酈英傑、英國駐台代表胡克定、外交部禮賓處長曾瑞利參與，澳洲代表處、空軍司令部也派員參加。
2020年10月10日，到臺灣多年的韓國人、修平科技大學副教授金尚浩，與妻子特別前往臺北監獄圍牆遺址憑弔1928年10月10日上午10時在台北刑務所處以絞刑的趙明河。